# Чарли Чейс
Чарли Чейс (на английски: Charley Chase, родена на 6 август 1987 в Луисвил, САЩ) е американска порнографска актриса.

## Кариера
Започва кариерата си през 2007 г. и веднага се мести в Лос Анджелис. Понеже се е занимавала с атлетика като малка, Чейс бързо започва да прави име в индустрията за възрастни, участвайки в повече от 200 филма. Известна е със своите орални умения. Членка е на PUBA заедно с други актриси като Наташа Найс, Ейви Скот, Шайла Стайлз, Мейсън Муур, Джесика Банкок, Джейдън Джеймс и Аса Акира. Чейс има и собствен блог, който обновява всекидневно с лична информация около нейния живот в и извън екрана. Нейните гърди са напълно естествени.

## Награди
- 2010 AVN-Award-Nominierung – Best Threeway Sex Scene – Buttwoman Returns – най-добра тройна секс сцена
- 2010 AVN-Award-Nominierung – Best Group Sex Scene – The Sex Files: A Dark XXX Parody – най-добра групова секс сцена
- 2010: Номинация за XBIZ награда за жена изпълнител на годината.[1]
- 2010: CAVR награда за невъзпята звезда.[2]
- 2011 AVN-Award-Nominierung – Best Group Sex Scene – Slutty & Sluttier 11 – най-добра групова секс сцена
- 2011 AVN-Award-Nominierung – Most Outrageous Sex Scene – Party of Feet 2 – най-добра сцена'
- 2011: Номинация за AVN награда за най-добра орална секс сцена – за изпълнение на сцена във филма „Дълбоки чукания 2“.[3]
- 2011 AVN-Award-Nominierung – Best All-Girl Three-Way Sex Scene – Tori Black Is Pretty Filthy 2 – най-добра секс сцена само с жени
- 2011: AVN награда за недооценена звезда на годината.[4]
- 2011: XRCO награда за невъзпята сирена.
- 2012: Номинация за AVN награда за най-добра POV секс сцена.[5]
- 2012: Номинация за AVN награда за най-добра орална секс сцена – за изпълнението ѝ на сцена във филма Let Me Suck You 2.[5]
- 2012: NightMoves награда за най-добри гърди (избор на авторите).[6]
- 2012: Номинация за NightMoves награда за най-добро дупе.[7]